# Gamma Ursae Majoris
Gamma Ursae Majoris (γ UMa / Gamma Ursae Majoris) este o stea din constelația Ursa Mare. Ea poartă și numele tradiționale Phecda, Phekda sau Phad.
Pentru cea mai mare parte dintre observatorii din emisfera nordică, ea este mai cunoscută ca fiind steaua situată în partea de stânga-jos a loitrei Carului Mare. Împreună cu încă alte patru stele din acest asterism binecunoscut, Phecda formează un adevărat roi slab de stele denumit Curentul de stele din Ursa Mare. Ca și celelalte stele din roi, aceasta este o stea mijlocie din secvența principală, nu prea diferită de Soarele nostru, deși mai caldă, mai strălucitoare și mai mare.
Numele tradițional al stelei provine din arabă: فخذ faxð, „coapsa” [ursei].